# Calephelis azteca
Calephelis azteca is een vlindersoort uit de familie van de prachtvlinders (Riodinidae), onderfamilie Riodininae.
Calephelis azteca werd in 1971 beschreven door McAlpine.